# Solero (gelado)
Solero é uma marca de gelados, vendida pela marca Olá em vários países, propriedade da Unilever e lançada pela primeira vez em 1994. Em alguns países, incluindo o Irão, é vendido sob a marca Salar.